# Steinmocker-Ausbau
Steinmocker-Ausbau ist ein Wohnplatz im Landkreis Vorpommern-Greifswald. Er ist Ortsteil der Gemeinde Neetzow-Liepen.

## Geschichte
Es gab bei Steinmocker einen Gasthof, der als eigenständige Ortschaft mit dem Namen „Mantzelshof“ (auch Mentzelshof) galt und bei dem auch ein Vorwerk angelegt wurde, das aber als Pertinenz zum Gut Klein Below gehörte. Laut Preuß. Urmesstischblatt von 1835 bestand der Ort nur aus einem unbezeichneten Gebäude am Landweg zwischen Steinmocker und Krien. Dieser Ort wurde erstmals 1865 bei Berghaus erwähnt, der Krug wurde dann aber mit dem Vorwerk überbaut, damit verschwand auch der Name, er wurde nur in den Messtischblättern 1880 und 1920 als "zu Steinmocker" bezeichnet. Später hieß er dann "Steinmocker-Abbau", "Steinmocker-Ausbau" und "Steinmocker-Vorwerk".
Noch heute sind einige Wirtschaftsgebäude des ehemaligen Vorwerks erkennbar.

## Sehenswürdigkeiten
→ Siehe auch Liste der Baudenkmale in Neetzow-Liepen
- Bronzezeitliches Hügelgräberfeld südöstlich von Steinmocker-Ausbau, bestehend aus 5 Gräbern als registrierte Bodendenkmale und östlich 3 weitere Gräber.